# Vocaloid
Vocaloid (ボーカロイド, Bōkaroido) és un programa de síntesi de veu. capaç de cantar. desenvolupat per Yamaha Corporation, amb la idea original de l'Institut Universitari de l'Audiovisual de la Universitat Pompeu Fabra (UPF) de Catalunya. Gràcies a l'impuls de l'Agència de Suport a l'Empresa Catalana, l'equip d'investigadors encarregat del desenvolupament de la tecnologia de Vocaloid és Voctro Labs fundada el desembre del 2011, una empresa derivada dels laboratoris de la UPF, per a comercialitzar els resultats de les recerques del Grup de Tecnologia Musical, i que es caracteritza per ser la primera empresa que comercialitza veus hispanes per VOCALOID3. El 2015 va ser elegida per la Unió europea en un programa designat a estimular el desenvolupament de pimes innovadores amb un projecte de reconstruir les veus de cantants morts. Es torna a posar la qüestió que el diari The New York Times ja posava el 2003 amb la sortida de la primera versió de Vocaloid: es permet fer cantar per la veu reconstruïda d'Elvis Presley cançons que ell mateix mai no va cantar? I a qui escaurien els drets d'autor?
Yamaha Corporation va posar els mitjans econòmics per dur a terme el projecte i desenvolupar el programari a un producte comercial anomenat "Vocaloid". Les veus, sovint amb personatges virtuals complets, són desenvolupades per estudis independents. La interfície del programa agafa l'aspecte dels rotlles utilitzats en els antics instruments mecànics. A més de la lletra i de la melodia, es poden afegir tota una sèrie d'efectes musicals habituals: crescendo, decrescendo, vibrato, legato, staccato… El programari pot ser utilitzat per qualsevol persona que té un mínim de coneixement de la notació musical. També es poden importar cançons en format MIDI.

## Tecnologia
El programari proporciona a l'usuari la capacitat de sintetitzar cançons simplement escrivint-ne la lletra i la melodia. Utilitza tecnologia de sintetitzat el qual es grava el cant d'actors de doblatge o cantants. Per crear una cançó, l'usuari ha d'incorporar la melodia i les lletres. Una interfície d'un rotllo de piano és usada per incorporar la melodia i les lletres que poden ser posades en cada nota. El programa pot canviar l'accent de les pronunciacions, afegir efectes com ara el vibrato o el canvi de dinàmica i el to de la veu. Cada Vocaloid és venut com "un cantant en una capsa" dissenyat a actuar com un reemplaçament per a un cantant real. Inicialment el programa comptava només amb els idiomes anglès i japonès, però a partir de la versió 3 i 4 s'hi van incorporar espanyol, xinès i coreà. El programa està dirigit tant a músics professionals com a usuaris que el fan servir com a hobby. Grups musicals japonesos com Livetune de Victor Entertainment i Supercell de Sony Music Entertainment Japan han publicat les seves pròpies cançons amb Vocaloid com a cantant. La marca de discos japonesa Èxit Tunes of Quake Inc., també ha publicat compilacions d'àlbums amb Vocaloids. Artistes com ara Mike Oldfield també han fet servir Vocaloids dins del seu treball per donar suport a la veu del cantant i mostres de so.
La tecnologia de cant sintetitzada de Vocaloid és categoritzada com a síntesi concatenativa, la qual ajunta i processa fragments vocals extrets de les veus humanes cantades en el domini de la freqüència. En síntesi de cant, el sistema produeix veus realistes agregant informació de l'expressió vocal com el vibrato per anotar la informació. La tecnologia de sintetitzat Vocaloid va ser anomenada inicialment Connexió d'articulació del cant del domini de la freqüència (周波数ドメイン歌唱アーティキュレーション接続法, Shūhasū-domain Kashō Articulation Setsuzoku-hō), tot i que Yamaha ja no utilitza més aquest nom en els seus llocs web. L'articulació del cant és explicada com a "expressions vocals" tals com el vibrato i fragments vocals necessaris per cantar. Els motors de síntesis de Vocaloid i Vocaloid 2 són dissenyats per cantar, no per llegir text en veu alta. No poden replicar naturalment les expressions de cant com les veus ronques o crits.

### Arquitectura del sistema
Les parts principals del sistema Vocaloid 2 són l'Editor de Partitura (Vocaloid 2 Editor), La Llibreria del Cantant i el Motor de Síntesi. El Motor de Síntesi rep de la partitura informació des de l'Editor de Partitures, selecciona les mostres apropiades de la Llibreria del Cantant, i els uneix per emetre veus sintetitzades. Bàsicament, no hi ha diferència amb l'Editor de Partitura proveït per Yamaha entre els diferents productes Vocaloid 2. Si un producte Vocaloid 2 ja està instal·lat, l'usuari pot habilitar un altre producte Vocaloid 2 agregant la seva llibreria. El sistema suporta dos idiomes, Japonès i Anglès; encara que altres idiomes podrien ser opcionals en el futur. Funciona standalone (sense dependències), reprodueix i exporta a WAV i com una aplicació ReWire o VSTi accessible des de la DAW.

#### Editor de partitura
L'Editor de Partitura és un editor d'estil rotlle de piano per introduir notes, lletres i algunes expressions. Per a una Llibreria de Cantant Japonès, l'usuari pot introduir gojūon lletres escrites en hiragana, katakana o romaji. Per a una Llibreria Anglesa, l'editor automàticament converteix les lletres en els símbols fonètics AFI empleant la pronunciació incorporada en el diccionari. L'usuari pot editar directament els símbols fonètics de les paraules registrades. Una Llibreria Japonesa i una Llibreria Anglesa difereixen en el mètode d'introduir les lletres, però comparteixen la mateixa plataforma. Per tant, l'Editor Japonès pot carregar una Llibreria Anglesa i viceversa. Com s'esmenta a dalt, el mètode d'introduir les lletres és depenent de la llibreria, i tant els editors Japonesos i Anglesos difereixen solament en els menús. L'Editor de Partitura ofereix diversos paràmetres per agregar expressions a les veus de cant. L'usuari és suposat a optimitzar aquests paràmetres perquè s'adapti millor a la melodia sintetitzada quan es creen les veus. Aquest editor suporta ReWire i pot ser sincronitzat amb DAW. La "reproducció" en temps real de cançons amb lletres predefinides utilitzant un teclat MIDI està també suportat.

#### Llibreria del cantant
Cada concessionari de Vocaloid desenvolupa la Llibreria del Cantant o una base de dades de mostres de fragments vocals de gent real. La base de dades ha de tenir totes les combinacions possibles de fonemes de l'idioma objectiu, incloent difonos (una cadena de dos fonemes diferents) i vocals sostingudes, també com els polifònics amb més de dos fonemes si és necessari. Per exemple, la veu corresponent a la paraula en anglès "sing" ([sIN]) pot ser sintetitzada enllaçant la seqüència de difonos "#-s, s-I, I-N, N-#" (# indicant un fonema mut) amb la vocal sostinguda ī. El sistema Vocaloid canvia la altura d'aquests fragments de manera que ajusta la melodia. En ordre d'obtenir sons més naturals, tres o quatre rangs d'altura diferents són requerits per ser emmagatzemats en la llibreria. El Japonès requereix 500 difonos per altura, mentre que l'Inglés requereix 2,500. El Japonès té molt pocs difonos i més sons sil·làbics que són síl·labes obertes acabant en una vocal. En Japonès, hi ha bàsicament tres patrons de difonos contenint una consonant: mut-consonant, vocal-consonant i consonant-vocal. D'altra banda, l'Inglés té moltes síl·labes tancades acabant en difonos consonant, consonant-consonant i consonant-mut també. Així, més difonos són necessaris per ser gravats en una llibreria Anglesa que en una Japonesa. A causa d'aquesta diferència lingüística, una llibreria Japonesa no és adequada per cantar en Anglès.

#### Motor de síntesi
El motor de síntesi rep la informació de la partitura continguda en missatges MIDI dedicats anomenats Vocalod MIDI enviats per l'Editor de partitura, ajusta l'altura i el timbre de les mostres seleccionades en domini de freqüència i els uneix a les veus de cant sintetitzades. Quan Vocaloid corre com un VSTi accessible des de la DAW, el complement VST inclòs passa per alt l'Editor de Partitura i envia directament aquests missatges al Motor de Síntesi.
Ajust de sincronització
En veus de cant, la consonant onset d'una síl·laba és pronunciada abans que la vocal onset sigui pronunciada. La posició d'inici d'una nota anomenada "Note-On" necessita ser la mateixa que la vocal onset, no el començament de la síl·laba. Vocaloid manté la "partitura sintetitzada" en memòria per ajustar la sincronització de la mostra, així que la vocal onset hauria d'estar estrictament en la posició "Note-On". Sense ajust de sincronització podria resultar en un retard.
Conversió d'altura
Des que les mostres són gravades en diferents altures, la conversió d'altura és requerit quan concatenen les mostres. El motor calcula una altura desitjada de les notes i atac i paràmetres de vibrato, i llavors selecciona les mostres necessàries de la llibreria.
Manipulació del timbre
El motor arregla el timbre al voltant de la unió de les mostres. El timbre d'una vocal sostinguda és generada interpolant envolupants espectrals de les mostres circumdants. Per exemple, quan es concatenen una seqüència de dífonos "s-e, e, e-t" de la paraula anglesa "set", l'envolupant espectral d'una ē sostinguda en cada quadre (frame) és generat interpolant ē al final de "s-e" i ē al principi de "e-t".
Transformacions
Després de la conversió d'altura i de la manipulació del timbre, el motor ho transforma, igual que la Transformada ràpida de Fourier Inversa (IFFT), per emetre veus sintetitzades.

### Vocaloid VSTi Plug-in
Permet emplear el programari com un instrument VSTi en qualsevol Estació de treball d'àudio digital (Yamaha indica que VocaloidVSTi no funciona en Cakewalk Sonar). Permet tocar en temps real les melodies des d'un teclat midi o un piano roll prèviament configurat.
Els motors Vocaloid 1 i 2 posseeixen un plug-in VSTi, però en la versió 3 aquesta ja no està inclosa.

## Història del programari
El programa s'ha desenvolupat des del 1997 a partir de les recerques d'un grup d'enginyers acústics, dirigit pels cercadors Kenmochi Hideki i Xavier Serra, a l'inici com una recerca fonamental sense ànim comercial. Si ja existien veus sintètiques que podien pronunciar de manera intel·ligible missatges, fins aleshores, sempre semblaven veus de màquines força monòtones. El repte més gran era desenvolupar una veu amb totes les entonacions naturals de la veu humana, l'«instrument de música» més complex, encara més quan canta.

### VOCALOID
Yamaha va començar el desenvolupament de Vocaloid al març de 2000 i es va anunciar per primera vegada en la German fair Musikmesse del 5 al 9 de març de 2003. Els primers Vocaloids, Leon i Lola, van ser alliberats per l'estudi Zero-G el 3 de març de 2004, els quals van ser venuts com un "Virtual Soul Vocalist". León i Lola van fer la seva primera aparició en el NAMM Xou el 15 de gener de 2004. Leon i Lola també van ser demostrats en el lloc Zero-G Limited durant Wired Nextfest i va guanyar el" the 2005 Electronic Musician Editor's Choice Award". Més tard, Zero-G va llançar Miriam, amb la seva veu proveït per Miriam Stockley, al juliol de 2004. Més tard aquest any, Crypton Future Media també va llançar el seu primer Vocaloid, MEIKO i KAITO, el primer personatge masculí amb veu japonesa. El juny de 2005, Yamaha va actualitzar la versió del motor a 1.1. Un parche va ser alliberat després per actualitzar tots els motors Vocaloid a Vocaloid 1.1.2, agregant noves característiques al programari, encara que hi havia diferències entre les sortides resultants del motor. Un total de cinc productes Vocaloid van ser llançats des de 2004 a 2006. Vocaloid no va tenir rivals previs en tecnologia per contendre amb almenys en el temps del seu llançament, amb la versió en Anglès solament van haver de fer front al llançament posterior del programari VirSyn's Cantor durant la seva execució original.A partir del 2011, aquesta versió del programari ja no té el suport de Yamaha i ja no serà actualitzada. El 2013, Jordi Bonada director del programa de recerca del GTM que va despositar diversos patents utilitzats per Vocaloid va rebre el Premi National d'Invenció de l'Institut Japonès d'Invenció i Innovació.

### VOCALOID2
Vocaloid 2 va ser anunciat en 2007. L'enginyeria sintetitzadora i la interfície d'usuari van ser completament renovades. Noves característiques com a nota d'audició, un seguiment de control transparent, alternar entre la reproducció i la representació, i el control de l'expressió es van dur a terme. Un de soroll de la respiració i la veu ronca es poden gravar a la biblioteca per fer sons realistes. Aquesta versió no és compatible amb versions anteriors i el seu editor no pot carregar una biblioteca integrada en la versió anterior. A part del programari de PC, s'ofereixen serveis NetVocaloid.
Yamaha va anunciar una versió del programari Vocaloid 2 per el iPhone i el iPad, que va exposar en la tardor de 2010 I2 Expo de contingut digital al Japó.23 24 Més tard, aquesta versió del programari va ser alliberada usant la veu d'una Vocaloid pròpia de Yamaha cridada VY1.
A partir de 2011, hi ha set estudis relacionats amb la producció i distribució de Vocaloids amb dos involucrats únicament en Anglès, quatre només al Japó i un en els dos idiomes pel qual es desenvolupa el programari.
Vocaloid2 Editor és l'última aplicació programari musical que sintetitza cançons en japonès o en anglès (Depenent de la veu adquirida). Utilitza la tecnologia Vocaloid2 de Yamaha Corporation amb mostres reals de veus d'actors (Seiyuu) o cantants. Per crear una cançó, l'usuari ha d'introduir la melodia i la lletra. Una interfície semblant a un piano (Piano Roll) és usada per introduir la melodia. La lletra ha de ser introduïda en cada nota. El programari pot canviar l'èmfasi de la pronunciació, afegir efectes com el vibrato, canviar la dinàmica i el to de la veu. Kagamine Rin i Len són el segon paquet de veus de la companyia Crypton Future Media per al programari VOCALOID2, van ser llançats al mercat el 27 de desembre de 2007. Anys més tard en 2015 van ser actualitzats per a l'editor VOCALOID4.
Vocaloid2 Editor pot enviar dades a un host Rewire per ser editada en temps real. Aquesta vocaloid és Hatsune Miku.

### VOCALOID3
Vocaloid 3 va ser llançat el 21 d'octubre de 2011. Diversos estudis van proveir actualitzacions per permetre que les llibreries vocals de Vocaloid 2 puguin venir en Vocaloid 3. També inclou el programari "Vocalistener", el qual ajusta els paràmetres interactivament des del cant de l'usuari per crear un cant sintetitzat natural. Suporta idiomes addicionals incloent Xinès, Coreà i Espanyol, però l'any 2013 Voctro Labs va anunciar que havien creat una vocaloid en català, per la qual cosa, sent privada o no, se sap que hi haurà llibreries en aquest idioma. A més té l'habilitat d'usar plugins per al programari en si mateix i canviar entre la manera normal i "clàssic" per a resultats vocals menys realistes. A diferència de les versions prèvies, les llibreries vocals i el programari principal d'edició són venudes com dos articles separats. Les llibreries vocals en si mateixos solament contenen una versió "reduïda" del programari d'edició Vocaloid 3. Yamaha també estarà concedint la llicència de plugins per a l'ús del programari Vocaloid per a mitjans addicionals tals com a videojocs.
Megurine Luka va ser creada per a ser compatible amb el programari VOCALOID2 i més tard va ser actualitzada per al VOCALOID4.

### VOCALOID4
El 20 de novembre del 2014, durant el streaming en viu, Yamaha va revelar la quarta edició del seu programari VOCALOID el quin presta nous paràmetres els quals permetran augmentar les possibilitats creatives. Encara que un treballador de PowerFX ja havia esmentat això abans.
S'agrega el grunyit i la possibilitat de barrejar veus, eines com el Pitch Rendering que són bona guia i Pitch Snap per donar un efecte robòtic, entre altres noves coses. La interfície té un lleu canvi i la finestra de paràmetres torna a ser com en VOCALOID.
Destacar que, poc després del llançament del programari, els aficionats i els usuaris van començar a crear una enorme quantitat de música i vídeos, i els carreguen en els llocs web d'intercanvi de vídeos, com per exemple YouTube. La publicació d'aquestes obres va estimular l'impuls creatiu dels usuaris per compondre, remescla, i, a més col·laboren entre si en nous projectes. Com CEO de Crypton Future Media Hiroyuki Itoh diu: "Hi ha molts valors diferents i formes de pensar, així que si hi ha 1.000.000 d'usuaris no hauria d'haver 1.000.000 de maneres diferents de pensar." D'altra banda, aquests personatges no només es presenten en les obres de molts creadors d'arreu del món, sinó que també venen a la vida en concerts 3D, com s'ha fet amb la projecció de la membre més icònica Hatsune Miku.

## Productes VOCALOID

### Motors VOCALOID
| Motor           | Nom del producte                                  | Llengua                                   | Data de publicació      |
| --------------- | ------------------------------------------------- | ----------------------------------------- | ----------------------- |
| VOCALOID        |                                                   | Japonès i Anglès                          | 3 de març del 2004      |
| VOCALOID2       |                                                   | Japonès i Anglès                          | 29 de juny del 2007     |
| VOCALOID3       | VOCALOID3 Editor, VOCALOID3 Editor Second Edition | Japonès, Coreà, Anglès, Espanyol i Xinès. | 21 d'octubre del 2011   |
| VOCALOID4       | VOCALOID4 Editor, VOCALOID4 Editor for Cubase     | Japonès, Coreà, Anglès, Espanyol i Xinès. | 17 de desembre del 2014 |
| VOCALOID5       | VOCALOID5 Editor, VOCALOID4.5 Editor for Cubase   | Japonès i Anglès                          | 18 de juliol del 2018   |
| VOCALOID6       | VOCALOID6 EDITOR                                  | Japonès i Anglès                          | 13 d'octubre del 2023   |
| Mobile VOCALOID | Mobile VOCALOID Editor                            | Japonès i Anglès                          | 3 d'abril del 2015      |

### Llibreries VOCALOID
| Cantant | Desenvolupador                           | Nom del producte                 | Llengua | Sexe    | Veu original    | Data de publicació     |
| ------- | ---------------------------------------- | -------------------------------- | ------- | ------- | --------------- | ---------------------- |
| LEON    | Zero-G                                   | ZGV1 LEON: VIRTUAL SOUL VOCALIST | Anglès  | Masculí |                 | 15 de gener del 2004   |
| LOLA    | Zero-G                                   | ZGV2 LOLA: VIRTUAL SOUL VOCALIST | Anglès  | Femení  |                 | 15 de gener del 2004   |
| MIRIAM  | Zero-G                                   | ZGV3 MIRIAM: VIRTUAL VOCALIST    | Anglès  | Femení  | Miriam Stockley | 1 de juliol del 2004   |
| MEIKO   | Yamaha Corporation, Crypton Future Media | CRv1 MEIKO                       | Japonès | Femení  | Meiko Haigo     | 5 de novembre del 2004 |
| KAITO   | Yamaha Corporation, Crypton Future Media | CRv2 KAITO                       | Japonès | Masculí | Naoto Fūga      | 17 de febrer del 2006  |

### Llibreries VOCALOID2
| Cantant                         | Desenvolupador                                        | Llengua                 | Sexe                       | Veu original           | Data de publicació      |
| ------------------------------- | ----------------------------------------------------- | ----------------------- | -------------------------- | ---------------------- | ----------------------- |
| Sweet Ann                       | PowerFX                                               | Anglès                  | Femení                     | Jody                   | 29 de juny del 2007     |
| Hatsune Miku (CV01)             | Crypton Future Media                                  | Japonès                 | Femení                     | Saki Fujita            | 31 d'agost del 2007     |
| Kagamine Rin i Len (CV02)       | Crypton Future Media                                  | Japonès                 | Femení (Rin) Masculí (Len) | Asami Shimoda          | 27 de desembre del 2007 |
| Prima                           | Zero-G                                                | Anglès                  | Femení                     | Sense confirmar        | 14 de gener del 2008    |
| Kagamine Rin i Len (CV02) Act 2 | Crypton Future Media                                  | Japonès                 | Femení (Rin) Masculí (Len) | Asami Shimoda          | 18 de juliol del 2008   |
| GACKPOID: Camui Gackpo          | Internet Co., Ltd.                                    | Japonès                 | Masculí                    | Gackt                  | 31 de juliol del 2008   |
| Megurine Luka (CV03)            | Crypton Future Media                                  | Japonès i Anglès        | Femení                     | Yū Asakawa             | 30 de gener del 2009    |
| MEGPOID: GUMI                   | Internet Co., Ltd.                                    | Japonès                 | Femení                     | Megumi Nakajima        | 26 de juny del 2009     |
| SONiKA                          | Zero-G                                                | Anglès (Fonemas extras) | Femení                     | Sense confirmar        | 14 de juliol del 2009   |
| SF-A2 Miki                      | AH Software                                           | Japonès                 | Femení                     | Miki Furukawa          | 4 de desembre del 2009  |
| Kaai Yuki                       | AH Software                                           | Japonès                 | Femení                     | Sense confirmar        | 4 de desembre del 2009  |
| Hiyama Kiyoteru                 | AH Software                                           | Japonès                 | Masculí                    | Kiyoshi Hiyama         | 4 de desembre del 2009  |
| Big Al                          | PowerFX                                               | Anglès                  | Masculí                    | Frank Sanderson        | 22 de desembre del 2009 |
| Hatsune Miku Append             | Crypton Future Media                                  | Japonès                 | Femení                     | Saki Fujita            | 30 d'abril del 2010     |
| Tonio                           | Zero-G                                                | Anglès                  | Masculí                    | Sin confirmar          | 14 de juliol del 2010   |
| Lily                            | Yamaha Corporation Avex Management Internet Co., Ltd. | Japonès                 | Femení                     | Yūri Masuda (m.o.v.e.) | 25 d'agost del 2010     |
| VY1                             | Yamaha Corporation Bplats                             | Japonès                 | Femení                     | Sense confirmar        | 1 de setembre del 2010  |
| GACHAPOID: Ryuuto               | Internet Co., Ltd.                                    | Japonès                 | Masculí                    | Kuniko Amemiya         | 8 d'octubre del 2010    |
| Nekomura Iroha                  | AH Software                                           | Japonès                 | Femení                     | Kyounosuke Yoshitate   | 22 d'octubre del 2010   |
| Utatane Piko                    | Sony Music Entertainment JapanKi/oon Records Inc.     | Japonès                 | Masculí                    | Piko                   | 8 de desembre del 2010  |
| Kagamine Rin / Len Append       | Crypton Future Media                                  | Japonès i Anglès        | Femení (Rin) Masculí (Len) | Asami Shimoda          | 27 de desembre del 2010 |
| VY2                             | Yamaha Corporation Bplats                             | Japonès                 | Masculí                    | Sense confirmar        | 25 d'abril del 2011     |

### Llibreries VOCALOID3
| Cantant                       | Desenvolupador                       | Nom del producte | Llengua                           | Sexe                            | Veu original           | Data de publicació      |
| ----------------------------- | ------------------------------------ | --- | --------------------------------- | ------------------------------- | ---------------------- | ----------------------- |
| Mew                           | Crypton Future Media                 | VOCALOID3 Library MEW | Japonès                           | Femení                          | Miu Sakamoto           | 21 d'octubre del 2011   |
| VY1v3                         | Crypton Future Media                 | VOCALOID3 Library VY1V3 | Japonès                           | Femení                          | No revelat             | 21 d'octubre del 2011   |
| SeeU                          | SBS Artech                           | VOCALOID3 SeeU SV01 | Coreà (Fonemes extres) i japonès  | Femení                          | Kim Dae-Hee            | 21 d'octubre del 2011   |
| MEGPOID Extend: V3            | Internet Co., Ltd.                   | VOCALOID3 Megpoid Power, VOCALOID3 Megpoid Whisper, VOCALOID3 Megpoid Adult, VOCALOID3 Megpoid Sweet, VOCALOID3 Megpoid Complete | Japonès                           | Femení                          | Megumi Nakajima        | 21 d'octubre del 2011   |
| Tone Rion                     | MoeJapan                             | VOCALOID3 Library 兎眠りおん | Japonès                           | Femení                          | No revelat             | 16 de desembre del 2011 |
| Oliver                        | PowerFX / VocaTone                   | VOCALOID3 Oliver | Anglès                            | Masculí                         | No revelat             | 21 de desembre del 2011 |
| CUL                           | Internet Co., Ltd                    | VOCALOID3 CUL | Japonès                           | Femení                          | Eri Kitamura           | 22 de desembre del 2011 |
| Yuzuki Yukari                 | AH Software                          | VOCALOID3 結月ゆかり | Japonès                           | Femení                          | Chihiro Ishiguro       | 22 de desembre del 2011 |
| Bruno & Clara                 | Voctro LabsC                         | Bruno & Clara VOCALOID™3 Libraries                                                                                               | Espanyol                          | Masculí (Bruno), Femení (Clara) | No revelats            | 23 de desembre del 2011 |
| IA                            | 1st Place                            | VOCALOID3 Library IA ARIA ON THE PLANETES, IA DAW, IA -DUO PACKAGE- Starter Pack                                                 | Japonès                           | Femení                          | Lia                    | 27 de gener del 2012    |
| MEGPOID Native                | Internet Ltd. Co.                    | VOCALOID3 Megpoid Native, | Japonès                           | Femení                          | Megumi Nakajima        | 16 de març del 2012     |
| Aoki Lapis                    | I-Style Project / Yamaha Corporation | VOCALOID3 Library 蒼姫ラピス | Japonès                           | Femení                          | Nako Eguchi            | 6 d'abril del 2012      |
| Lily V3                       | Internet Co Ltd                      | VOCALOID3 Lily | Japonès                           | Femení                          | Yūri Masuda (m.o.v.e.) | 19 d'abril del 2012     |
| Luo Tianyi                    | Shanghai He Nian                     | VOCALOID™3 洛天依 声库 | Xinès                             | Femení                          | Shan Xin               | 12 de juliol del 2012   |
| GACKPOID Extend: V3           | Internet Co Ltd                      | VOCALOID3 がくっぽいど NATIVE, VOCALOID3 がくっぽいど POWER, VOCALOID3 がくっぽいど WHISPER, VOCALOID3 がくっぽいど COMPLETE     | Japonès                           | Masculí                         | GACKT                  | 19 de juliol del 2012   |
| VY2v3                         | Yamaha Corporation                   | VOCALOID3 Library VY2V3 | Japonès                           | Masculí                         | No revelat             | 19 d'octubre del 2012   |
| MAYU                          | Exit Tunes                           | MAYU VOCALOID3 | Japonès                           | Femení                          | Mayumi Morinaga        | 5 de desembre del 2012  |
| Avanna                        | Zero-G                               | VOCALOID™3 AVANNA VIRTUAL VOCALIST                                                                                               | Anglès                            | Femení                          | Rachel Dey             | 22 de desembre del 2012 |
| KAITO V3                      | Crypton Future Media                 | VOCALOID3 Library KAITO V3 | Japonès i Anglès                  | Masculí                         | Naoto Fūga             | 15 de febrer del 2013   |
| MEGPOID English               | Internet Co Ltd                      | VOCALOID3 Megpoid English | Anglès                            | Femení                          | Megumi Nakajima        | 28 de febrer del 2013   |
| Zola Project (Yuu, Kyo i WIL) | Yamaha Corporation                   | VOCALOID3 Library ZOLA PROJECT                                                                                                   | Japonès                           | Masculins                       | Minorun, Nanox i Maui  | 20 de juny del 2013     |
| Yan He (言和)                 | Shanghai He Nian                     | VOCALOID™3 言和 Y A N H E | Xinès                             | Femení                          | Liu Seira              | 11 de juliol del 2013   |
| Hatsune Miku English          | Crypton Future Media                 | VOCALOID3 Library 初音ミク V3 English, 初音ミク V3 Bundle                                                                        | Anglès                            | Femení                          | Saki Fujita            | 31 d'agost del 2013     |
| YOHIOloid                     | PowerFX / VocaTone                   | VOCALOID3 YOHIOloid | Anglès i Japonès                  | Masculí                         | Yohio                  | 10 de setembre del 2013 |
| HATSUNE MIKU V3               | Crypton Future Media                 | VOCALOID3 Library 初音ミク V3, 初音ミク V3 Bundle                                                                                | Japonès                           | Femení                          | Saki Fujita            | 26 de setembre del 2013 |
| Maika                         | Voctro Labs                          | MAIKA VOCALOID ™ 3 Library | Espanyol, Català (Fonemes extres) | Femení                          | No revelat             | 18 de desembre del 2013 |
| Merli                         | I-Style Projec / Yamaha Corporation  | VOCALOID ™ 3 メルリ | Japonès                           | Femení                          | Kamata Misaki          | 24 de desembre del 2013 |
| Macne NANA                    | MI7 / Bplast                         | VOCALOID ™ 3 マクネナナ | Japonès i Anglès                  | Femení                          | Haruna Ikezawa         | 31 de gener del 2014    |
| MEIKO V3                      | Crypton Future Media                 | VOCALOID3 Library MEIKO V3 | Japonès i Anglès                  | Femení                          | Meiko Haigo            | 4 de febrer del 2014    |
| kokone                        | Internet, Co., LTD                   | VOCALOID3 Library kokone | Japonès                           | Femení                          | Per confirmar          | 14 de febrer del 2014   |
| Anon&Kanon                    | Yamaha Corporation                   | VOCALOID™3 Library 杏音鳥音（アノンカノン）                                                                                      | Japonès                           | Femení                          | No revelat             | 3 de març del 2014      |
| vFlower                       | GYNOID / Yamaha Corporation          | VOCALOID3 Library vFlower | Japonès                           | Femení                          | No revelat             | 9 de maig del 2014      |
| Tohoku Zunko                  | AH Software                          | VOCALOID™3 東北ずん子 | Japonès                           | Femení                          | Satomi Satō            | 5 de juny del 2014      |
| IA ROCKS                      | 1st Place                            | VOCALOID3 Library [IA ROCKS -ARIA ON THE PLANETES-], IA DAW, IA -DUO PACKAGE- Starter Pack                                       | Japonès                           | Femení                          | Lia                    | 27 de juny del 2014     |
| galaco NEO                    | Yamaha Corporation                   | VOCALOID3 Library ギャラ子 NEO                                                                                                   | Japonès                           | Femení                          | Shibasaki Kou          | 5 d'agosto del 2014     |
| RANA                          | We´ve inc                            | ボカロＰになりたい！, VOCALOID™ 3 Library Rana                                                                                   | Japonès                           | Femení                          | 加隈亜衣(Kakuma Ai)    | 9 de setembre del 2014  |
| GACHAPOID V3                  | Internet Co Ltd                      | VOCALOID3 GACHAPOID | Japonès                           | Masculí                         | Kuniko Amemiya         | 17 de setembre del 2014 |
| Chika                         | Internet Co Ltd                      | VOCALOID3 CHIKA | Japonès                           | Femení                          | Ito Chiaki             | 16 d'octubre del 2014   |
| Xin Hua                       | GYNOID                               | VOCALOID™3 Library 心華 | Xinès                             | Femení                          | Wang Wenyi             | 10 de febrer del 2015   |
| Yuezheng Ling                 | Shanghai He Nian                     | VOCALOID3 Library 乐正绫 | Xinès                             | Femení                          | Qi Inory               | 17 de juliol del 2015   |

### Llibreries VOCALOID4
| Cantant                      | Desenvolupador                             | Nom del producte | Llengua                 | Sexe                       | Veu original            | Data de publicació      |
| ---------------------------- | ------------------------------------------ | --- | ----------------------- | -------------------------- | ----------------------- | ----------------------- |
| VY1 V4                       | Yamaha Corporation                         | VOCALOID4 Library VY1V4 | Japonès                 | Femení                     | No revelat              | 17 de desembre del 2014 |
| CYBER DIVA                   | Yamaha Corporation                         | VOCALOID4 Library CYBER DIVA | Anglès                  | Femení                     | Jenny Shima             | 4 de febrer del 2015    |
| V4 Yuzuki Yukari             | AH Software                                | VOCALOID4 結月ゆかり 凛, VOCALOID4 結月ゆかり 穏, VOCALOID4 結月ゆかり 純                                                                                  | Japonès                 | Femení                     | Chihiro Ishiguro        | 18 de març del 2015     |
| MEGURINE LUKA V4X            | Crypton Future Media                       | VOCALOID4 Library 巡音ルカ V4X | Japonès i Anglès        | Femení                     | Yū Asakawa              | 19 de març del 2015     |
| GACKPOID V4                  | Internet Ltd Co.                           | VOCALOID4 がくっぽいど WHISPER, VOCALOID4 がくっぽいど POWER, VOCALOID4 がくっぽいど NATIVE, VOCALOID4 がくっぽいど COMPLETE                               | Japonès                 | Masculí                    | Gackt                   | 30 d'abril del 2015     |
| miki V4 natural (SF-A2 Miki) | AH Software                                | VOCALOID4 SF-A2 開発コード miki Natural | Japonès                 | Femení                     | Furukawa Miki           | 18 de juny del 2015     |
| V4 Nekomura Iroha            | AH Software                                | VOCALOID4 猫村いろは Natural, VOCALOID4 猫村いろは Soft | Japonès                 | Femení                     | Kyounosuke Yoshitate    | 18 de juny del 2015     |
| v4flower                     | GYNOID, Yamaha Corporation                 | VOCALOID™4 Library v4Flower | Japonès                 | Femení                     | No revelado             | 16 de juliol del 2015   |
| Sachiko                      | Yamaha Corporation                         | VOCALOID™4 Library SACHIKO | Japonès                 | Femení                     | Sachiko Kobayashi       | 27 de juliol del 2015   |
| ARSLOID: Akira Kano          | Yamaha Corporation / UNIVERSAL MUSIC JAPAN | VOCALOID™4 Library アルスロイド | Japonès                 | Masculí                    | Oosemachi Keiichi       | 23 de setembre del 2015 |
| Ruby Natural                 | Power FX                                   | VOCALOID4 RUBY | Anglès (Fonemes extres) | Femení                     | Misha                   | 7 d'octubre del 2015    |
| V4 Hiyama Kiyoteru           | AH Software                                | VOCALOID™4 氷山キヨテル ロック, VOCALOID™4 氷山キヨテル ナチュラル                                                                                         | Japonès                 | Masculí                    | Kiyoshi Hiyama          | 29 d'octubre del 2015   |
| Kaai Yuki Natural            | AH Software                                | VOCALOID™4 歌愛ユキ ナチュラル | Japonès                 | Femení                     | Sense revelar           | 29 d'octubre del 2015   |
| Megpoid v4                   | Intenernet Ltd co                          | VOCALOID4 Megpoid NATIVE, VOCALOID4 Megpoid POWER, VOCALOID4 Megpoid WHISPER, VOCALOID4 Megpoid ADULT, VOCALOID4 Megpoid SWEET, VOCALOID4 Megpoid COMPLETE | Japonès                 | Femení                     | Megumi Nakajima         | 5 de novembre del 2015  |
| Dex                          | Zero-G                                     | VOCALOID™4 DEX VIRTUAL VOCALIST | Anglès (Fonemes extres) | Masculí                    | Sam Blakeslee           | 20 de novembre del 2015 |
| Daina                        | Zero-G                                     | VOCALOID™4 DAINA VIRTUAL VOCALIST | Anglès (Fonemes extres) | Femení                     | Aki Glancy              | 20 de novembre del 2015 |
| RanaV4                       | Yamaha Corporation                         | VOCALOID™ 4 Library Rana | Japonès                 | Femení                     | Kakuma Ai               | 1 de desembre del 2015  |
| KAGAMINE RIN/LEN V4 English  | Crpton Future Media                        | VOCALOID™4 Library 鏡音リン·レン V4 Englsih, 鏡音リン·レン V4X Bundle                                                                                      | Anglès                  | Rin (Femení) Len (Masculí) | Asami Shimoda           | 24 de desembre del 2015 |
| KAGAMINE RIN/LEN V4X         | Crpton Future Media                        | VOCALOID™4 Library 鏡音リン·レン V4X, 鏡音リン·レン V4X Bundle                                                                                             | Japonès                 | Rin (Femení) Len (Masculí) | Asami Shimoda           | 24 de desembre del 2015 |
| Unity-Chan                   | Yamaha Co./ Unity                          | VOCALOID4 Library unity-chan | Japonès                 | Femení                     | Kakumoto Asuka          | 29 de desembre de 2015  |
| Fukase                       | Yamaha Co.                                 | VOCALOID4 Library Fukase | Japonès i Anglès        | Masculí                    | Fukase (Sekai no Owari) | 28 de gener del 2016    |
| Stardust                     | Shanghai He Nian                           | VOCALOID™4 Library Stardust | Xinès                   | Femení                     | No revelat              | 13 d'abril del 2016     |
| HATSUNE MIKU V4X             | Crypton Future Media                       | VOCALOID4 Library V4X | Japonès i Anglès        | Femení                     | Saki Fujita             | 31 d'agost del 2016     |
| Otomachi Una                 | Internet Ltd co, MTK                       | VOCALOID4 Library 音街ウナ V4 | Japonès                 | Femení                     | Tanaka Aimi             | 30 de juliol del 2016   |
| CYBER SONGMAN                | Yamaha corporation                         | VOCALOID 4 Library Cyber Songman | Anglès                  | Masculí                    | No revelado             | 31 d'octubre del 2016   |
| V4 Macne Nana                | AH Software                                | VOCALOID ™4 マクネナナ | Japonès i Anglès        | Femení                     | Haruna Ikezawa          | 15 de desembre del 2016 |
| UNI Original                 | ST Media                                   | VOCALOID4 Library UNI | Coreà                   | Femení                     | No revelado             | 14 de febrer del 2017   |
| Tone Rion v4                 | DEARSTAGE inc                              | VOCALOID 4 Library 兎眠りおん | Japonès                 | Femení                     | Yumemi Nemu             | 16 de febrer del 2017   |
| Yumemi Nemu                  | DEARSTAGE inc                              | VOCALOID 4 Library 夢眠ネム | Japonès                 | Femení                     | Yumemi Nemu             | 16 de febrer del 2017   |

### Altres / Privats
| Personatge                    | Desenvolupador       | Llengua | Sexe                             | Veu original     | Motor            |
| ----------------------------- | -------------------- | ------- | -------------------------------- | ---------------- | ---------------- |
| Projecte Masculí en Català*   | VoctroLabs           | Català  | Masculí                          | Jordi Bonada     | VOCALOID         |
| ONA**                         | VoctroLabs           | Català  | Femení                           | ?                | VOCALOID         |
| Sweet Ann (v1)*               | Power Fx             | Anglès  | Femení                           | Jody             | VOCALOID         |
| Big Al (1st)***               | Power Fx             | Anglès  | Masculí                          | Michael King     | VOCALOID2        |
| Masaoka Azuki                 | Sega                 | Japonès | Femenins                         | Yuka Ootsubo     | VOCALOID2 (Lite) |
| Kobayashi Matcha              | Sega                 | Japonès | Femenins                         | Ayaka Ohashi     | VOCALOID2 (Lite) |
| Project If...***              | Crypton Future Media | Japonès | Femení (2 voces) Masculí (1 voz) | ?                | VOCALOID2        |
| Junger März PROTOTYPE β       | Crypton Future Media | Japonès | Masculí                          | ?                | VOCALOID2        |
| KAITO Append***               | Crypton Future Media | Japonès | Masculí                          | Naoto Fūga       | VOCALOID2        |
| MEIKO Append***               | Crypton Future Media | Japonès | Femení                           | Meiko Haigo      | VOCALOID2        |
| Megurine Luka Append***       | Crypton Future Media | Japonès | Femení                           | Yuu Akasawa      | VOCALOID2        |
| HATSUNE MIKU English V2*      | Crypton Future Media | Anglès  | Femení                           | Saki Fujita      | VOCALOID2        |
| CV-4Cβ*                       | Crypton Future Media | Japonès | Femení                           | Eriko Nakamur    | VOCALOID3        |
| Akikoroid-chan**              | Lawson               | Japonès | Femení                           | Arimoto          | VOCALOID3        |
| Hatsune Miku ENGLISH (remade) | Crypton Future Media | Anglès  | Femení                           | Saki Fujita      | VOCALOID3        |
| Ueki-Loid**                   | Music Airport.inc    | Japonès | Masculí                          | Hitoshi Ueki (†) | VOCALOID3        |
| Anri Rune                     | Fuji TV              | Japonès | Femení                           | ?                | VOCALOID3        |
| SeeU English***               | SBS Artech           | Anglès  | Femení                           | Kim Dae-Hee      | VOCALOID3        |
| Galaco (1st)***               | Internet Co Ltd      | Japonès | Femení                           | Kou Shibasaki    | VOCALOID3        |
| Ring Suzune***                | VocaNext             | Japonès | Femení                           | MiKA             | VOCALOID3        |
| IA α Type C*                  | 1st Place            | Japonès | Femení                           | Lia              | VOCALOI3         |
| Co Gal**                      | Yamaha               | Japonès | Masculí                          | Hide (†)         | VOCALOID3        |
| HATSUNE MIKU V4X Beta*        | Crypton Future Media | Japonès | Femení                           | Saki Fujita      | VOCALOID4        |

(*) Prototips. (**) Llicència privada. (***) Desactivats o cancel·lats (Alguns van ser publicats més tard).

## Productes derivats

### Programari
Vocaloid-flex
Yamaha va desenvolupar Vocaloid-flex, una aplicació de cant basada en el motor Vocaloid, el qual conté un sintetitzador de la parla. D'acord amb l'anunci oficial, els usuaris poden editar el seu sistema fonològic més delicadament que les altres sèries Vocaloid per obtenir més a prop a l'idioma actual de l'oració; per exemple, permet desonorización final, callar sons de vocals o afeblir / enfortir els sons de les consonants. Va ser usat en el videojoc Metall Gear Solid: Peace Walker llançat el 28 d'abril de 2010. És encara un producte corporatiu i una versió per al consumidor no ha estat anunciat. Aquest programari també és usat per al robot model HRP-4C en CEATEC Japó 2009. Megpoid té accés a aquest motor i és usat durant el programari V-Talk.
Vocalistener
Una altra eina Vocaloid que va ser desenvolupada va ser Vocalistener, un paquet de programari que permet cançons Vocaloid realistes per a ser produïdes.
NetVocaloid
NetVocaloid és un servei de síntesi vocal en línia. Els usuaris poden sintetitzar veus de cant en un dispositiu connectat a internet executant el motor Vocaloid al servidor. Aquest servei pot ser usat encara si actualment l'usuari no tingui el programari Vocaloid. El servei és disponible en Anglès i Japonès.
NetVocalis
NetVocalis és un programari sent desenvolupat per Bplats, creador de les sèries VY, i és molt similar a Vocalistener.
Vocaloid Yusa
Vocaloid-Yusa és una opció integrada al servei VocaloidNet en què es té l'opció d'escriure lletra de cançó i escollir música i el sistema el transforma en una cançó amb possibilitat d'usar diferents Vocaloids. Actualment es permet la possibilitat d'usar el voicebank granota 0909 (que era un voicebanck edició limitada) i així crear cançons amb ella.
Voiceroid
Voiceroid és un programa cosí a Vocaloid creat per AHSoftware en què es pot usar un voicebank (anomenat de la mateixa manera) per treballar-lo com a narrador (similar a Vocaloid però per parlar) La temàtica és inserir la lletra i el voiceroid la pronunciara.Similar a Megpoid -Talk es pot editar el pitch, velocitat, i naturalitat de la veu. El Vocaloid Yuzuki Yukari té la seva versió Voiceroid igual que Tohoku Zunko mes no els altres Vocaloids de AHS.
iVocaloid
iVocaloid és la versió portàtil de programari per iPad i iPhone, aquesta versió té una capacitat limitada, però al preu de ¥ 1,800 per l'iPad i ¥ 350 per l'iPhone ha fet aquesta versió la més barata del programari Vocaloid actualment a la venda.
Només hi ha quatre veus disponibles: VY1, VY2, Aoiki Lapis i Merli.
Mobile Vocaloid
Mobile Vocaloid és la versió mòbil de VOCALOID4. Va ser alliberat el 3 abril 2015.
La veus s'adquireixen en l'aplicació.
| Cantant      | Preu   | Idioma  | Gènere  | Data de sortida        |
| ------------ | ------ | ------- | ------- | ---------------------- |
| VY1 (+ Lite) | ¥1,200 | Japonès | Femení  | 3 d'abril del 2015     |
| VY2(v3)      | ¥2,400 | Japonès | Masculí | 3 d'abril del 2015     |
| Kyo          | ¥2,400 | Japonès | Masculí | 3 d'abril del 2015     |
| Wil          | ¥2,400 | Japonès | Masculí | 3 d'abril del 2015     |
| Yuu          | ¥2,400 | Japonès | Masculí | 3 d'abril del 2015     |
| galaco BLUE  | ¥2,400 | Japonès | Femení  | 3 d'abril del 2015     |
| galaco RED   | ¥2,400 | Japonès | Femení  | 3 d'abril del 2015     |
| Aoki Lapis   | ¥2,400 | Japonès | Femení  | 3 d'abril del 2015     |
| Merli        | ¥2,400 | Japonès | Femení  | 3 d'abril del 2015     |
| Mew          | ¥2,400 | Japonès | Femeni  | 3 d'abril del 2015     |
| CYBER DIVA   | ¥2,400 | Anglès  | Femení  | 14 de juny del 2015    |
| Yukari Jun   | ¥2,400 | Japonès | Femení  | 1 de setembre del 2015 |
| Yukari Lin   | ¥2,400 | Japonès | Femení  | 1 de setembre del 2015 |
| Yukari Onn   | ¥2,400 | Japonès | Femení  | 1 de setembre del 2015 |
| Sachiko      | ¥2,400 | Japonès | Femení  | Novembre de 2015       |
| Unity-Chan   | ¥2,400 | Japonès | Femení  | 2016                   |

Vocaloid for Unity
S'implementa la tecnologia de Vocaloid per al motor UNITY, amb la seva pròpia veu.

### Maquinari
A l'octubre de 2010, Yamaha va anunciar que Vocaloid s'adaptaria en una versió de maquinari anomenada Vocaloid-Board.

### Altres aplicacions no llicenciades
Existeixen nombroses aplicacions creada per la comunitat de fanàtics.

## Màrqueting
Encara que va ser desenvolupat per Yamaha, el màrqueting de cada Vocaloid és deixat als respectius estudis. Yamaha manté un grau d'esforços de promoció en el programari Vocaloid actual, com es veu quan el robot humanoide model HRP-4C de l'Institut Nacional de Tecnologia i Ciències Industrials Avançades (AIST) es va crear per reaccionar amb tres Vocaloids-Hatsune Miku, Megpoid i el programari Vocaloid No-Comercial de Crypton "" CV-4Cβ "-com a part de les promocions de Yamaha i AIST en CEATEC el 2009. La veu prototip de CV-4Cβ va ser creada per mostreig de veu de l'actriu japonesa, Eriko Nakamura.
Revistes japoneses com ara DTM magazine són responsables per la promoció i introducció dels molts Vocaloid Japonesos als fanàtics japonesos de Vocaloid. S'han destacat Vocaloids com ara Hatsune Miku, Kagamine Rin i Len, i Lily; imprimint alguns dels esbossos per l'artista Kei i reportant les últimes notícies sobre les Vocaloids. Les versions de prova de trenta dies de Miriam, Lily i Iroha també han contribuït a l'èxit del màrqueting d'aquestes veus particulars. Després de l'èxit de l'àlbum de SF-A2 Miki, altres Vocaloids com VY1 i Iroha també hagin usat CD promocionals com un enfocament de màrqueting per vendre el seu programari. Quan Amazon MP3 al Japó va obrir el 9 de novembre de 2010, els àlbums Vocaloids van aparèixer en els seus continguts lliure-de-càrrecs.

### Esdeveniments promocionals
L'esdeveniment promocional més gran de Vocaloids és"The Voc@loid M@ster" (Vom@s) la convenció es va dur a terme quatre vegades a l'any a Tòquio o pròxim a la Prefectura Kanagawa. L'esdeveniment va portar productors i il·lustradors implicats amb la producció de Vocaloid, l'art i la música junts, de forma que van vendre el seu treball a altres. L'esdeveniment original es va produir-se el 2007 amb 48 grups, o "cercles", permís donat a parades amfitriones a l'esdeveniment per a la venda dels seus béns. L'esdeveniment va obtenir popularitat molt aviat i en el 14è esdeveniment, gairebé 500 grups havien estat escollits per tenir parades. A més, les companyies japoneses es van implicar amb la producció del programari, també van tenir parades en els esdeveniments. El primer concert en viu relacionat amb Vocaloid va ser el 2004 amb el Vocaloid Miriam a Rússia.
Els Vocaloids també han estat promoguts en esdeveniments com l'espectacle NAMM i la fira Musikmesse. De fet, va ser la promoció de Zero-G 's Lola i Leon en l'espectacle de comerç NAMM que més tard introduiria PowerFX al programa Vocaloid. Aquests esdeveniments també esdevenir una oportunitat per anunciar nous Vocaloids amb Prima anunciat en l'esdeveniment NAMM el 2007 i Tonio havent estat anunciat en l'esdeveniment NAMM en 2009. Una versió Xina personalitzada de Sonika es va fer pública en Fancy Frontier Develop Animation Festival, així com amb versions promocionals amb adhesius i cartells. Sanrio va tenir una parada a Comiket 78 presentant la veu no publicada d'un Vocaloid. El programari AH en cooperació amb Sanrio va compartir una parada i l'esdeveniment es va utilitzar per anunciar el joc Hello Kitty i el programari AH del nou Vocaloid. Al Nico Nico Douga Daikaigi l'estiu del 2010: Egao no Chikara event, Internet Co, Ltd va anunciar el seu últim Vocaloid "Gachapoid" basat en el caràcter dels nens populars Gachapin. Originalment, Hiroyuki Ito -President de Crypton Future Media -va reclamar que Hatsune Miku no va ser un ídol virtual, però una classe de Tecnologia d'Estudi Virtual. Així i tot, Hatsune Miku va actuar en el seu primer concert en "viu" com un ídol virtual en una pantalla de projecció durant el Animelo Summer Live al Saitama Super Arena el 22 d'agost del 2009.
En el "MikuFes '09 (Summer)" esdeveniment que va tenir lloc el 31 d'agost del 2009, la seva imatge era projectada mitjançant retroprojecció en una pantalla majoritàriament transparent. Miku també va tenir el seu primer concert en "viu" a l'estranger el 21 de novembre del 2009, durant l'Anime Festival Asia (AFA) a Singapur. Al març del 2010, Miku va tenir el seu primer concert en "viu" titulat "Miku no Hi Kanshasai 39 's Giving Day" "va estar obert al Zepp Tòquio a Odaiba. Anime News Network La visita va funcionar com a part de les promocions per al videojoc de Sega, Hatsune Miku: Project Diva (Març del 2010). L'èxit i la possibilitat d'aquestes visites va ser a causa de la popularitat de Hatsune Miku i fins ara Crypton és l'únic estudi establert per tenir una visita mundial dels seus Vocaloids.
Més tard, el CEO d'Crypton Future Media va aparèixer a San Francisco al començament de Sant Francisco Tour on el primer concert de Hatsune Miku va ser presentat a Amèrica del Nord el 18 de setembre del 2010, presentant les cançons proporcionades pel programari de veu de Miku. Una segona projecció del concert l'11 d'octubre del 2010 al San Francisco Viz Cinema. Una projecció del concert també es va mostrar a la Ciutat de Nova York, la ciutat de l'Anime Festival. Hiroyuki Ito, i el projectista i productor, Wataru Sasaki, responsable per a la creació de Miku, va atendre un esdeveniment el 8 d'octubre del 2010 al festival. Els vídeos de la seva actuació es van publicar a tot el món. Megpoid i Gackpoid també es van presentar al 2010 King Run Anison Red i el White concert. Aquest esdeveniment també va utilitzar el mateix mètode de projector per mostrar a Megpoid i Gackpoid en una pantalla gran. El seu aspecte en el concert va estar fet com una única ocasió i tots dos Vocaloids van estar exhibits cantant una cançó originalment cantada pel seu respectiu proveïdor de veu.
Un altre concert va tenir lloc a Sapporo el 16 i 17 d'agost del 2011. Hatsune Miku també va tenir un concert a Singapur l'11 de novembre del 2011. El concert més recent va ser el 8 i 9 de març del 2012 a Tòquio anomenat "Special Thanks 39 's Part 2 ".
També, destacar el Hatsune Miku Expo, acte amb paradetes de la companyia, concerts en viu i altres activitats. Alguns es van fer a la Xina, Taiwan, Japó, Amèrica del Nord, i altres llocs, l'any 2016. A més a més, el compositor japonès Otomanía (Zenjitsuyoyaku-P) va acudir al FicZone 2016 de Granada i, conjuntament, es va celebrar el primer concert hologràfic a Espanya de Hatsune Miku.